# خمیل (شهرستان بیشچاد)
خمیل (به لهستانی:  Chmiel) یک روستا در لهستان است که در گمینا لوتوویسکا واقع شده‌است. خمیل ۱۴۹ نفر جمعیت دارد.